# (I'll Never Be) Maria Magdalena

Trilha sonora do remake "Selva de Pedra Internacional", lançada em 1986 pela Som Livre, que a canção esteve incluída,

"(I'll Never Be) Maria Magdalena", também conhecida simplesmente como "Maria Magdalena", é uma canção de 1985 gravada pela cantora pop alemã Sandra para seu álbum de estreia, The Long Play (1985). A canção, escrita por Hubert Kemmler, Markus Löhr, Michael Cretu e Richard Palmer-James, foi lançada como o primeiro single de The Long Play em março de 1985, pela Virgin Records, e foi um grande sucesso nas paradas europeias, alcançando a 1ª posição na Alemanha, Holanda, Portugal, Suécia, Noruega e Áustria, enquanto alcançou o terceiro lugar nas paradas italianas, o número 5 na França e o número 91 no Reino Unido.

## Presença em "Selva de Pedra Internacional" (1986)
No Brasil, foi a 84ª música mais tocada nas rádios em 1986, e também fez parte da trilha sonora internacional do remake da novela Selva de Pedra, exibida pela TV Globo em 1986. Continua a ser a música de assinatura de Sandra.
A canção faz alusão à figura bíblica Maria Madalena, pois foi a maneira idealizada por um dos compositores para colocar um nome com sete sílabas para o refrão. Apenas a versão alemã do nome seria suficiente, porém, "Maria Magdalena" tem cinco. Kemmler, um dos compositores, também forneceu vocais co-líderes nesta gravação e em várias canções subsequentes de Sandra. 
A canção foi relançada em 1993 em uma versão remixada, que alcançou #87 no Reino Unido, e mais uma vez relançada como outro remix em 1999, como single promocional apenas na França.

## Lista de faixas
- 7-inch vinyl single

A. "(I'll Never Be) Maria Magdalena" – 3:58
B. "Party Games" (Instrumental) – 3:25
- 12-inch vinyl single

A. "(I'll Never Be) Maria Magdalena" – 7:13
B. "Party Games" (instrumental) – 3:25
- CD maxi-single (1993)

1. "Maria Magdalena" (Radio Edit) – 3:58
2. "Maria Magdalena" (Clubmix) – 6:01
3. "Maria Magdalena" (Original Version) – 3:58

- 12-inch vinyl single (1993)

A. "Maria Magdalena" (Clubmix) – 6:01
B. "Maria Magdalena" (Vega Sicilia Mix) – 5:36
- 12-inch vinyl single (1999)

A. "Maria Magdalena" (Original Version) – 3:58
B. "Maria Magdalena" (99 Remix) – 3:59